# Rekristallisationsglühen
| Temperatur | Farbe           |
| ---------- | --------------- |
| 550 °C     | Dunkelbraun     |
| 630 °C     | Braunrot        |
| 680 °C     | Dunkelrot       |
| 740 °C     | Dunkelkirschrot |
| 780 °C     | Kirschrot       |
| 810 °C     | Hellkirschrot   |
| 850 °C     | Hellrot         |
| 900 °C     | Gut Hellrot     |
| 950 °C     | Gelbrot         |
| 1000 °C    | Hellgelbrot     |
| 1100 °C    | Gelb            |
| 1200 °C    | Hellgelb        |
| >1300 °C   | Gelbweiß        |

Unter Rekristallisationsglühen versteht man ein Glühen ohne Phasenänderung bei einer Temperatur im Rekristallisationsbereich (bei Stahl in der Regel von 550 bis 700 °C) nach einer Kaltumformung. Das Rekristallisationsglühen wird hauptsächlich nach (und ggfs. zwischen) den einzelnen Umformungsstufen beim Kaltwalzen bzw. -ziehen von Blechen und Drähten angewandt.
Durch Kaltumformung (Ziehen, Walzen, Pressen, Stauchen) wird das Gefüge von Metallen in der Umformungsrichtung gestreckt, die Festigkeit nimmt zu, die Verformbarkeit jedoch ab; dies bezeichnet man als Kaltverfestigung. Daher muss nach einem bestimmten werkstoffabhängigen Verformungsgrad ein Rekristallisationsglühen durchgeführt werden, um den ursprünglichen Gefügezustand wiederherzustellen.

## Verfahren
Industriell werden drei verschiedene Verfahren zum Glühen von Stahlband eingesetzt.

### Haubenglühen
Beim Haubenglühen, einem diskontinuierlichen Prozess, kommen mehrere Coils in einen geschlossenen Ofen („Haube“). Die Glühdauern können bis zu mehreren Tagen betragen, die Aufheiz- und Abkühlgeschwindigkeiten sind begrenzt. Die möglichen Temperaturen beim rekristallisierenden Haubenglühen reichen von 620 bis ca. 700 °C, bei Miteinwicklung von Draht deutlich höher – allerdings muss in diesem Fall anschließend der Rand des Stahlbandes abgeschnitten und verschrottet werden.

### Kontiglühe
In der Kontiglühe wird das Band abgewickelt und durchläuft kontinuierlich einen mehrere 100 m langen Ofen, der in mehrere Zonen mit verschiedenen Temperaturen aufgeteilt ist. Die Baulänge des Ofens begrenzt die Glühzeit hierbei auf maximal 10 Minuten. Die Ofentemperatur kann bis zu 950 °C betragen, bei der Herstellung von Elektroblech auch darüber.
Vor ca. 1940 wurde der Glühprozess in Durchlauföfen unter normaler Atmosphäre durchgeführt, die Folge war eine mehr oder weniger starke Verzunderung der Oberflächen, die geglühten Teile mussten in einem Beizbad entzundert werden. Auch heute werden Stahlbänder teilweise noch unter normaler Atmosphäre geglüht. Dabei sind diese Kontilinien meist mit Beizen gekoppelt, um den im Ofen entstandenen Zunder im gleichen Durchlauf zu entfernen.
Für hochwertige Flachstähle werden heutzutage meist Blankglühlinien verwendet – insbesondere wenn es bei deren Oberfläche auf besonderen Glanz bzw. besonders hohen Reflexionsgrad ankommt.

#### Blankglühen
Ein modernes Verfahren ist das Blankglühen. Hier entfällt die Notwendigkeit des Beizens und die damit verbundene Aufrauung der Oberfläche. Das Blankglühen erfolgt ebenfalls in einem Durchlaufofen, allerdings unter Schutzgasatmosphäre. Das Schutzgas wird aus teilverbranntem Gas oder Formiergas gewonnen und steht im Ofen unter leichtem Überdruck, der den Eintritt von Sauerstoff sicher verhindert. Die Beheizung dieser Durchlauföfen erfolgt durch Gas (in Heizstrahlrohren), seltener elektrisch. Heizstrahlrohre sind gegenüber der Ofenatmosphäre dichte Systeme mit Luft- und Gaszufuhr.
Die Verbrennung erfolgt im Brennrohr, die Abgasführung über das Abgasrohr. Über einen integrierten Rekuperator wird die Verbrennungsluft vom Abgas vorgeheizt. Nach dem Durchlauf durch eine Blankglühanlage, bestehend aus Eingabestation, Ofen, Kühlstrecke und Ausgabestation steht das Material blank zur Weiterverarbeitung (weitere Zieh- oder Walzvorgänge) oder als Fertigprodukt zur Verfügung. Das Rekristallisations- bzw. Blankglühen beschränkt sich nicht nur auf Stahl, sondern gilt auch bei Buntmetall-Legierungen z. B. Messing.

## Rekristallisationsglühen von Stahl
Durch das Rekristallisationsglühen werden die Folgen der Kaltumformung beseitigt, ohne jedoch eine α-γ-Umwandlung (α-Ferrit-Austenit-Umwandlung) des Kristallgitters zu verursachen.
- Bei einem Umformgrad von 5 bis 15 % (kritischer Umformgrad) entsteht wegen der geringen Keimzahl ein Grobkorn; hier wird eher ein Normalglühen des Werkstücks empfohlen.[5]
- Beträgt der Umformgrad mehr als 20 %, so entsteht das gewünschte Feinkorn.

Das Rekristallisationsglühen dient der Feinkörnung deutlich über dem kritischen Umformgrad kaltverformter Teile und erfolgt in der Regel knapp unter der A1-Temperatur:
- bei dünnen Teilen um 700 °C (aber unter A1) für ca. 10 Minuten
- bei dickeren Teilen bei 600–650 °C über eine Stunde.

Hohe Temperaturen sind gefährlich bei Umformgraden um den kritischen Umformgrad, da hierbei durch Sekundärrekristallisation schnelles Kornwachstum eintreten kann.